# Dihydrotestosteron
Dihydrotestosteron (DHT) nebo přesněji 5α-dihydrotestosteron je vlastní účinná forma testosteronu. Vzniká redukcí testosteronu na uhlíku č. 5 v cílových orgánech (zejména semenné váčky, prostata, zevní genitálie, části kůže a pubické ochlupení). Enzymem, jenž katabolizuje tuto redukci testosteronu na DHT, je 5α-reduktáza.